# Раздрто (Постојна)
Раздрто (словен. Razdrto, итал. Prevallo) је насељено место у општини Постојна, Приморско-нотрањска регија, Словенија.

## Историја
До територијалне реорганизације у Словенији било је у саставу старе општине Постојна.

## Становништво
У попису становништва из 2011. године, Раздрто је имало 190 становника.
| Број становника према пописима | Број становника према пописима | Број становника према пописима |
| ------------------------------ | ------------------------------ | ------------------------------ |
| 1991                           | 2002                           | 2011                           |
| 160                            | 168                            | 190                            |

## Галерија
- улаз у насеље
- детаљ
- сеоска кућа
- пејзаж
- крашки плато Нанос